# ستاری کوستژنک
ستاری کوستژنک (به لهستانی:  Stary Kostrzynek) یک روستا در لهستان است که در گمینا تسدنگا واقع شده‌است.